# Victor Crespo
Victor Pereira Crespo (Leiría, 2 de diciembre de 1932–30 de septiembre de 2014) fue un político y parlamentario portugués.

## Biografía
Crespo se licenció en Física y Química en la Universidad de Coímbra en 1956. Posteriormente se doctoró en la Universidad de Berkeley en 1962 y se convirtió en profesor catedrático en la Facultad de Ciencias y Tecnología de la Universidad de Coímbra.
Fue elegido diputado en la Asamblea de la República por el Partido Socialista desde 1979. Hasta el Congreso de su partido en 1988, Crespo formaba como Vicepresidente del Comité Nacional y, entre 1982 y 1983, también fue Presidente de su Grupo Parlamentario. Entre otros cargos, ejerció el de Ministro de Educación y Ciencia en la séptima y octava legislatura (1980–1983). Entre 1984 y 1985 fue embajador y representante permanente portugués en la UNESCO en París. Fue elegido presidente de la Asamblea y miembro del Consejo de Estado de Portugal en la Quinta legislatura (1987-1991).